# Tadeusz Czapczyński

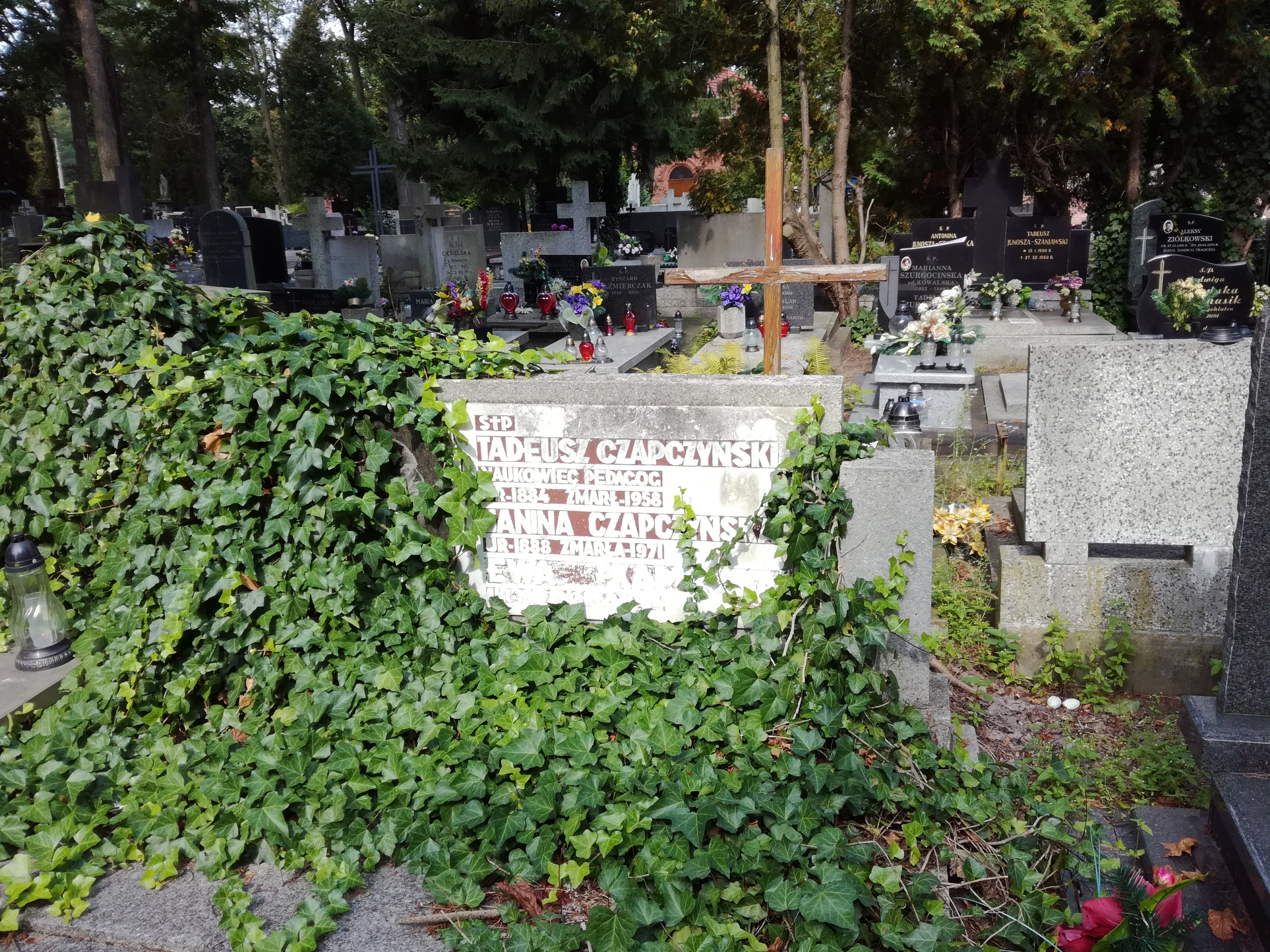
Grób Tadeusza Czapczyńskiego na Starym Cmentarzu w Łodzi

Tadeusz Czapczyński (ur. 14 kwietnia 1884 Lwowie, zm. 23 października 1958 w Łodzi) – polski nauczyciel, historyk literatury, wykładowca Wolnej Wszechnicy Polskiej w Łodzi.
Absolwent filologii polskiej i filologii klasycznej Uniwersytetu Lwowskiego. W latach 1904–1906 był stypendystą Zakładu Narodowego im. Ossolińskich, a także pracował w Muzeum Lubomirskich.

## Życiorys
- 1907–1918 – nauczyciel języka polskiego w C. K: II Gimnazjum w Stanisławowie.
- 1918–1919 – nauczyciel języka polskiego w gimnazjum w Płocku oraz współzałożyciel i redaktor „Przeglądu Płockiego”.
- 1920–1921 – dyrektor gimnazjum (obecnie im. Piotra Skargi) w Pułtusku.
- 1921–1930 – naczelnik Wydziału Szkolnictwa Średniego Kuratorium Szkolnego Łódzkiego.
- 1921 – założyciel Instytutu Nauczycielskiego Towarzystwa Nauczycieli Szkół Wyższych w Łodzi.
- 1925 – założyciel i do 1929 kierownik Państwowej Centralnej Biblioteki Pedagogicznej w Łodzi.
- 1927–1939 – wykładowca w Wolnej Wszechnicy Polskiej, Oddział w Łodzi – wykłady z metodyki nauczania języka polskiego, poetyki i stylistyki. Przewodniczący Koła Polonistów w Łodzi.
- 1929–1934 – dyrektor i współwłaściciel Prywatnej Żeńskiej Szkoły J. Pryssewiczówny[1].
- 1934–1939 – dyrektor Prywatnego Żeńskiego Gimnazjum i Liceum w Łodzi (ul. G. Narutowicza 58), którego właścicielką była jego żona – Janina (odkupionej od J. Pryssewiczówny, ze względu na jej wiek).
- X 1939–1945 – wysiedlony przez okupanta do Krakowa (przechodząc najprawdopodobniej przez obóz przesiedleńczy na Radogoszczu); uczy tam na tajnych kompletach.
- 1945–1948 – kierował Spółdzielnią Wydawniczą „Polonista”, mającą na celu wydawanie prac i czasopism naukowych oraz popularnonaukowych.
- 1945–1950 – sekretarz i zastępca przewodniczącego Towarzystwa Literackiego im. A. Mickiewicza w Łodzi.
- 1945–1949 – ponownie dyrektor Prywatnego Żeńskiego Gimnazjum i Liceum, które po upaństwowieniu w czerwcu 1948 staje się XVI Państwowym Gimnazjum i Liceum Żeńskim w Łodzi, następnie w 1951 XII Ogólnokształcącą Szkołą TPD Stopnia Podstawowego i Licealnego, a w 1965 Liceum oddzielono od szkoły podstawowej (XII Liceum Ogólnokształcące im. Stanisława Wyspiańskiego jako odrębna jednostka organizacyjna).
- 1950–1958 – dyrektor Biura Łódzkiego Towarzystwa Naukowego, którego był członkiem od chwili założenia.

Przez cały czas pracy zawodowej zajmował się też pracą naukową na polu literatury polskiej, m.in. twórczością Aleksandra Fredry, Hugona Kołłątaja, Marii Konopnickiej i Marii Dąbrowskiej.
Był żonaty z Janiną Święcicką, nauczycielką. Został pochowany w części rzymskokatolickiej Starego Cmentarza w Łodzi.

## Ordery i odznaczenia
- Krzyż Kawalerski Orderu Odrodzenia Polski (1958)
- Srebrny Wawrzyn Akademicki (4 listopada 1937)[4]

## Publikacje Tadeusza Czapczyńskiego
- Prace najwcześniejsze: „Nauka moralna w systemie wychowawczym ks. Hugona Kołłątaja”, Stanisławów 1912,
- Twórczość powieściopisarska Józefa Weyssenhoffa – Stanisławów 1914,
- Artykuły w „Przeglądzie Pedagogicznym” (w Płocku 1917–21),
- Prace ujęte w formę podręczników lub artykułów rozsianych po różnych czasopismach (T. Czapczyński – „Wskazania dla młodzieży starszej”, „Stan i potrzeby szkolnictwa w Polsce” i inne). (w Łodzi 1928–39), „Metodyczny rozbiór Pana Tadeusza” 1919,
- Praca o łódzkim poecie Marianie Piechalu (Łódź 1937), praca o „Pieśni o Piłsudskim” – recenzja podręcznika historii literatury polskiej J. Chrzanowskiego i praca i Kołłątaju,
- Powojenne prace wydane drukiem to między innymi opracowania twórczości Marii Konopnickiej takie jak: „Maria Konopnicka wobec spraw społecznych i narodowych w świetle korespondencji z lat 1888–1910”, „Nieznana Maria Konopnicka”, „Geneza niektórych nowel”, „Świt pod redakcją Marii Konopnickiej”, „Pan Balcer w Brazylii jako poemat emigracyjny” i inne,
- Prace o Aleksandrze Fredrze mają charakter popularnonaukowy, uwzględniają nie tylko komedię, ale również prozę, epikę i lirykę,
- Prace o twórczości Marii Dąbrowskiej drukowane w „Pamiętniku Literackim” to m.in. „Kompozycja Nocy i Dni”, „Wielodrożność twórczości Marii Dąbrowskiej”,
- Książeczki dla dzieci – „Książeczka trochę nowa trochę stara, o Magdzie, mące, kluskach i zegarach”, wyd. S.A. Krzyżanowski, Kraków 1942, „Idzie sobie bobas mały”, wyd. „Kultura Polska” Łódź 1947.